# Believe/僕の毎日
「believe/僕の毎日」（ビリーヴ/ぼくのまいにち）は、日本の歌手清木場俊介の4枚目のシングルである。2006年8月2日発売。発売元はrhythm zone。

## 概要
前作「人間じゃろうが!/さよならの唄…。」から5カ月ぶりのリリースで、前作と同じく両A面シングル。EXILE脱退後では事実上初のシングルとなる。
ジャケットが異なる【CD＋DVD】と【CD】の2形態で発売された。DVDには「believe」のミュージック・ビデオが収録された。
「believe」は、A3チャンピオンズカップ2006 大会オフィシャルソングで、スポーツ大会に楽曲を書き下ろしたのはEXILE時代を含めて初の試みとなる。
シングルは、2006年8月14日付のオリコン週間シングルランキングで10位を記録した。

## 収録曲
1. believe(4:53)
（作詞：清木場俊介 / 作曲：高橋圭一 / 編曲：高橋圭一 (ミュージシャン)|高橋圭一）
A3チャンピオンズカップ2006 大会オフィシャルソング。
清木場は「日本代表に選ばれるであろう選手たちに向けて書くということを前提として書いた」と語っている[3]。
なお、本作は「Music.jp」CMソング
2. 僕の毎日(5:15)
（作詞：清木場俊介 / 作曲：川根来音 / 編曲：中島ノブユキ）
スタジオ音源はアルバム未収録。

## 収録アルバム
believe
- STARZ BEST '06-'07
- 清木場俊介 LIVE "祭"
- IMAGE
- 清木場俊介 SONGS 2005-2008

僕の毎日
- 清木場俊介 LIVE "祭"